# Mutter Kirche

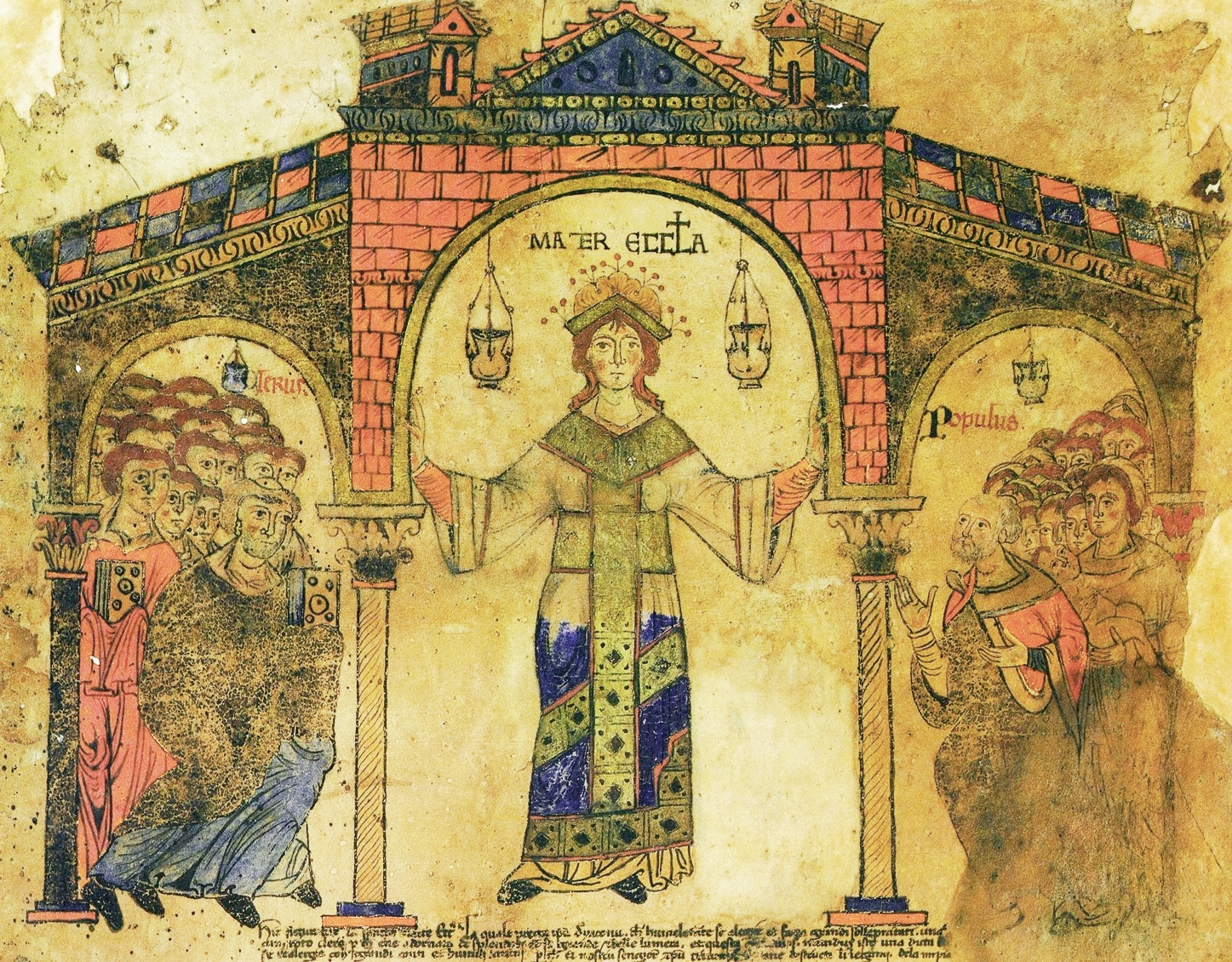
Mater Ecclesia mit ihren Kindern, Klerus (links) und Volk (rechts); Psalter aus der Abtei Montecassino, 11. Jahrhundert

Mutter Kirche (lateinisch Mater Ecclesia), oft auch Heilige Mutter Kirche (lateinisch Sancta Mater Ecclesia), ist ein Ausdruck der katholischen Ekklesiologie und Frömmigkeit. Die sakramentale Heilsgemeinschaft Kirche wird mit diesem Bild als eine Kinder Gottes gebärende und ihren Glauben nährende Mutter beschrieben.
Im Galaterbrief bezeichnet Paulus das „himmlische Jerusalem“ als „unsere Mutter“ (Gal 4,26 ). Daraus wurde bei den Kirchenvätern seit Irenäus von Lyon (135–200) ein beliebtes theologisches und homiletisches Motiv. Zu den bekanntesten Aussagen gehört das Wort von Cyprian von Karthago, dass niemand Gott zum Vater haben kann, der die Kirche nicht zur Mutter hat (Habere non potest Deum patrem qui ecclesiam non habet matrem).
Die Päpste aller Jahrhunderte gebrauchten den Ausdruck häufig in ihren Lehrschreiben, so 1963 Papst Johannes XXIII. mit seiner Sozialenzyklika Mater et magistra: „Mutter und Lehrmeisterin der Völker ist die katholische Kirche.“ Das Zweite Vatikanische Konzil nimmt in seiner Kirchenkonstitution Lumen gentium (Nr. 6) die biblische Kennzeichnung der Kirche als „unsere Mutter“ (Gal 4,26; vgl. Offb 12,17 ) auf; ihre Mütterlichkeit zeigt sich darin, dass sie die Menschen durch Wort und Sakrament führt wie eine Mutter ihre Kinder. In der Liturgie begegnet der Begriff u. a. im Exsultet der Osternacht, in der zweiten Kirchweih-Präfation und in dem Lied Eine große Stadt ersteht von Silja Walter (Gotteslob 479).
Obwohl Martin Luther – nach überwiegender Meinung der Hymnologen – in seinem Lied Sie ist mir lieb, die werte Magd im Anschluss an Offb 12  die Kirche als Mutter beschreibt, wurde der Ausdruck in den Kirchen der Reformation nicht mehr gebraucht, da er die Überordnung der kirchlichen Hierarchie über die „Laien“ zu legitimieren schien. Aus demselben Grund spielt er in der nachkonziliaren katholischen Ekklesiologie und Spiritualität nur noch eine geringe Rolle; stattdessen wurde der Titel Marias als Mutter der Kirche neu zur Geltung gebracht.
Der Katechismus der Katholischen Kirche erwähnt den Ausdruck Mutter Kirche nur kurz neben anderen ekklesiologischen Bildern.
Papst Franziskus machte die Kirche als liebevolle Mutter nach dem Vorbild Marias zum Thema seiner Ansprachen bei den Generalaudienzen am 3. und 10. September 2014.